# Protestantische Kirche Göllheim
Die Protestantische Kirche ist das Wahrzeichen des Ortes Göllheim im Donnersbergkreis. Das markante Gebäude steht im ehemaligen Zentrum von Göllheim, umgeben von mehreren alten Wohnhäusern, dem alten Rathaus von 1786, das heute als evangelisches Gemeindehaus genutzt wird, und dem alten Marktplatz.

## Baubeschreibung
Die Kirche besteht aus zwei Bauteilen: dem gotischen Turm, einem Überrest der mittelalterlichen Kirche an diesem Standort, und dem frühklassizistischen Schiff.

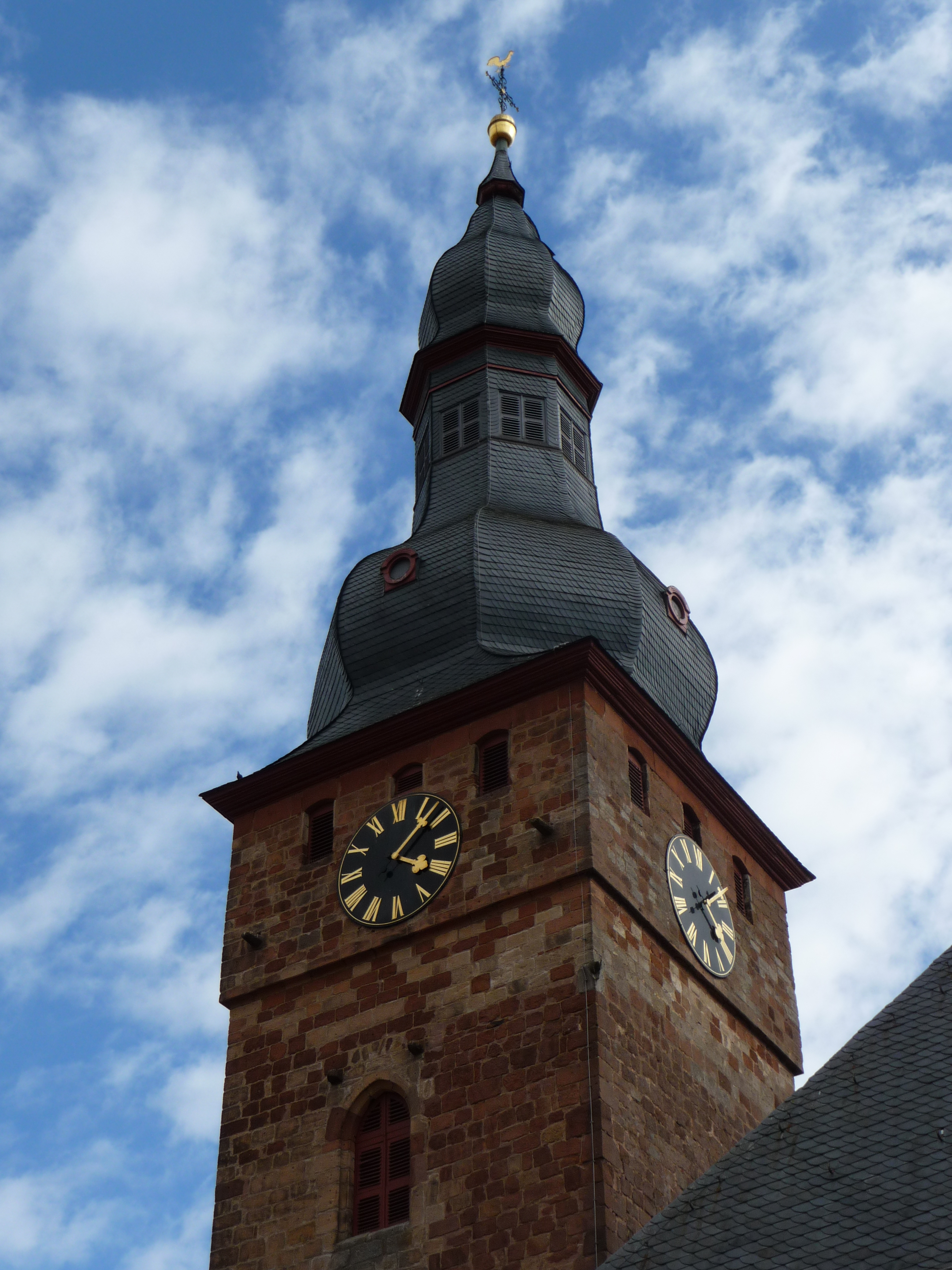
Einstiger Zinnenkranz hinter den Zifferblättern der Uhr

Vom Vorgängerbau aus dem 14. Jahrhundert blieb nach dem Abbruch des baufällig gewordenen Schiffes Ende des 18. Jahrhunderts nur der 56 m hohe Chorturm erhalten. Er besteht aus fünf unterschiedlich hohen Geschossen und schloss ursprünglich mit einem Zinnenkranz und einem Spitzhelm ab, was auf einen als Wehrkirche konzipierten Bau schließen lässt. Der heute zu sehende Kuppelhelm mit Laterne wurde laut der Inschrift im Dachgebälk während des Um- und Neubaus im Jahre 1758 aufgesetzt. Ähnliche Wehrtürme sind bei den Kirchen in Rodenbach, Kleinbockenheim, Alsenz, Rehborn und Finkenbach zu finden.
An den äußeren Mauern des Erdgeschosses sind die Reste spätgotischer Anbauten, wohl einer Sakristei, zu erkennen. Über dem südlichen Spitzbogenfenster im Erdgeschoss ist eine steinerne Rose angebracht; Zeichen des Klosters Rosenthal, mit welchem Göllheim im Mittelalter in enger Beziehung stand.
Im Turmuntergeschoss – ehemals Chor der gotischen Kirche, heute Sakristei – befindet sich ein Sakramentshäuschen aus dem 14. Jahrhundert, noch mit dem originalen schmiedeeisernen Gitter, und im Gewölbe ein Schlussstein mit der Darstellung des Lamm Gottes.
Vom mittelalterlichen Kirchenschiff sind keine Reste erhalten. An seiner Stelle erhebt sich heute ein querrechteckiger Saalbau aus dem Jahr 1765. Der zweistöckige Bau ist mit einem Walmdach versehen. Im Norden und Süden befindet sich je ein Portal; im Westen ein Mittelrisalit mit Giebel. Im Inneren befindet sich eine an Nord-, West- und Südseite umlaufende Empore. Die die Empore tragenden Säulen wirkten ursprünglich sehr rustikal und wurden nachträglich mit Holz ummantelt und erscheinen so heute im Stil dorischer Säulen. An der östlichen, zum Turm hinzeigenden Wand, sind – typisch für die evangelische Architektur – Altar, Kanzel und Orgel übereinander angeordnet.
Besonderheiten sind die zwei hölzernen Palmen, welche den Altar-Kanzel-Orgel-Aufbau begrenzen. Ähnliche Aufbauten findet man in Helsen und Ebringhausen. Der Bau zeigt Ähnlichkeiten zu der Stadt- und Residenzkirche in Weilburg und der Paulskirche in Kirchheimbolanden. Als Architekten werden die nassauischen Baumeister Friedrich Joachim Stengel oder Julius Ludwig Rothweil vermutet; in einer Aktennotiz ist jedoch Johann Friedrich von Skell, nassau-weilburger Garten- und Bauinspektor, genannt.
Von Osten gesehen, mit dem Blick der alten Hauptstraße folgend, bilden der gotische Turm und das klassizistische Rathaus eine architektonische Einheit.

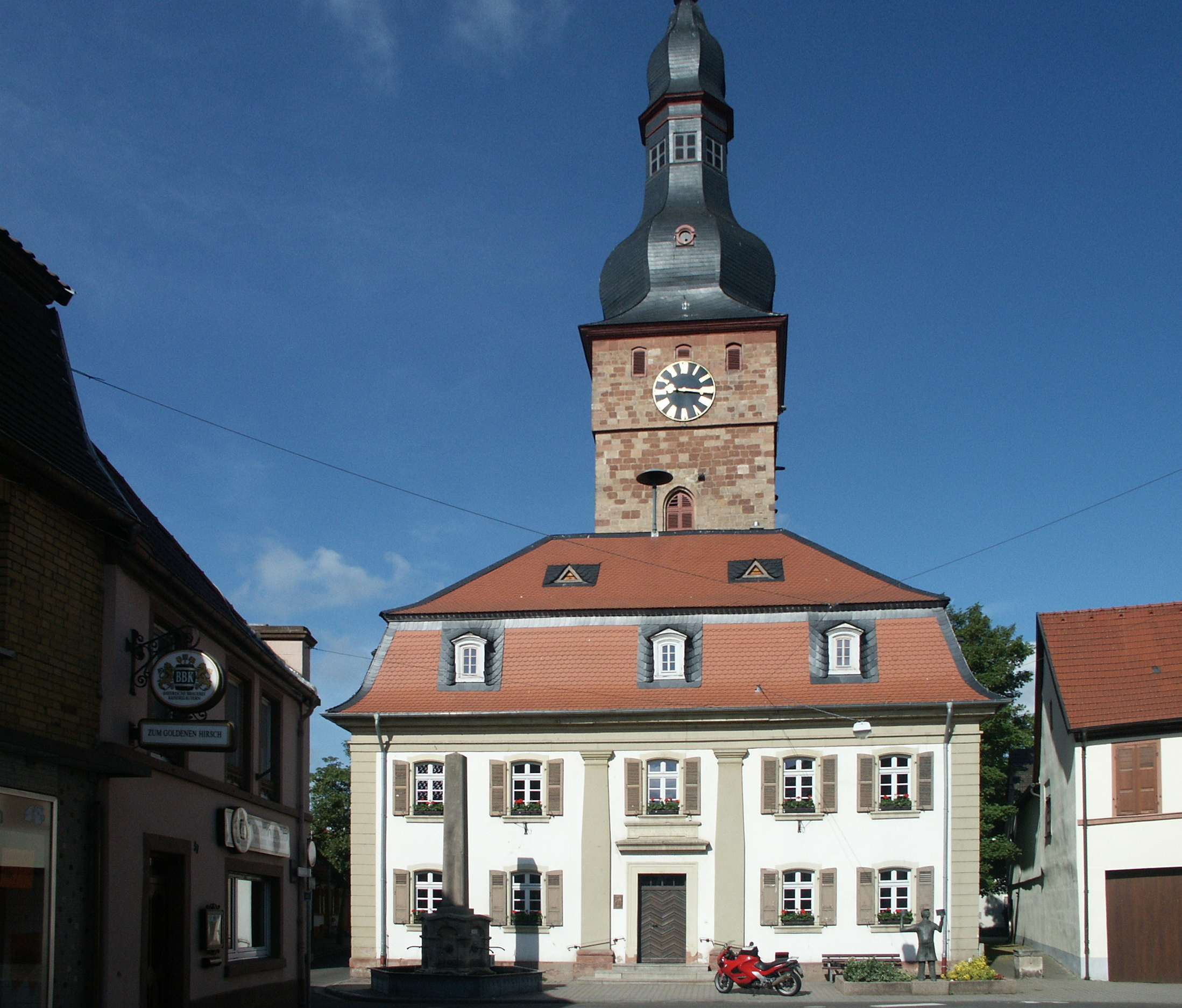
Der Kirchturm von Osten gesehen mit dem historischen Rathaus im Vordergrund
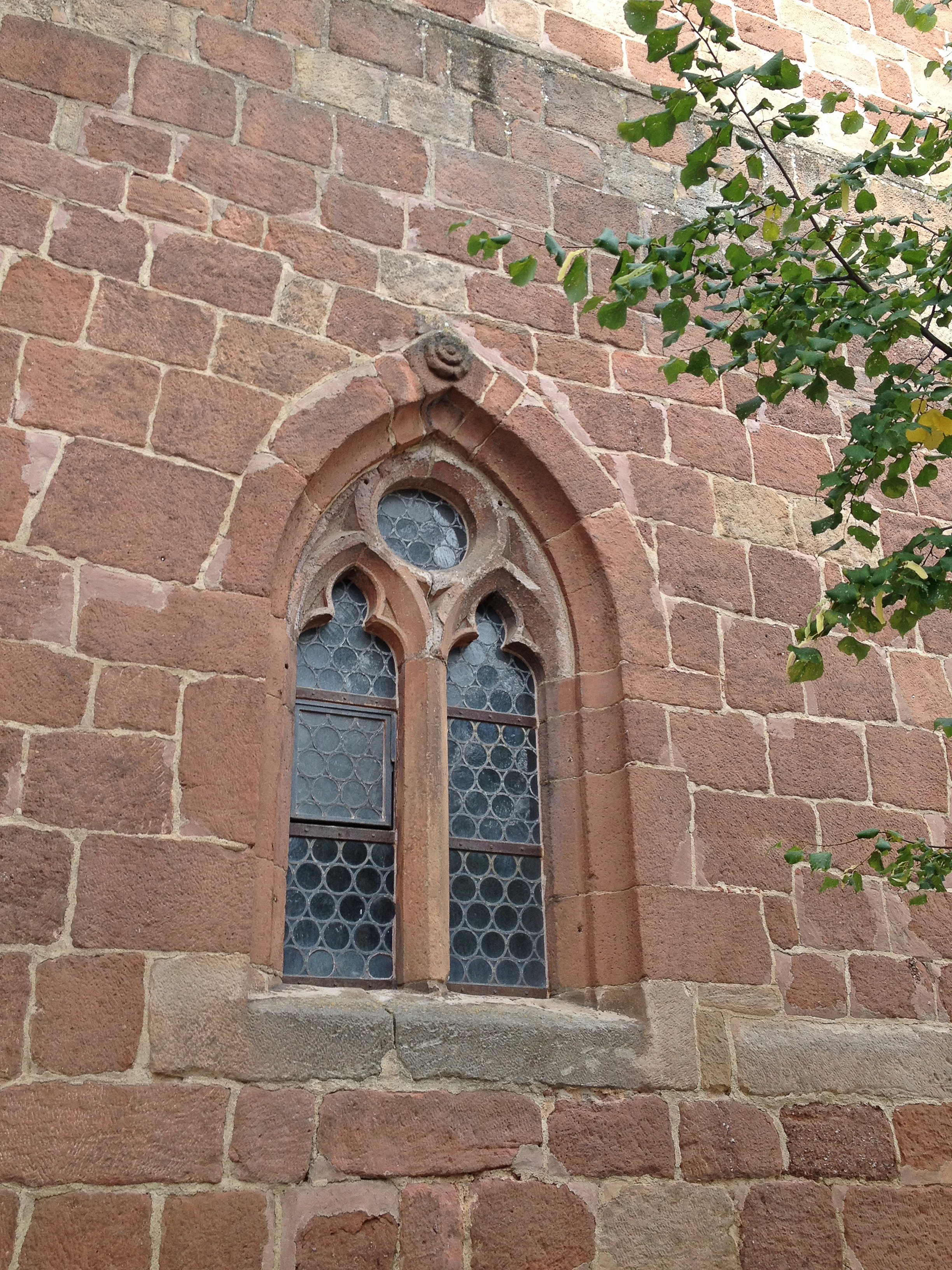
Die Rose im Scheitel des Fensters
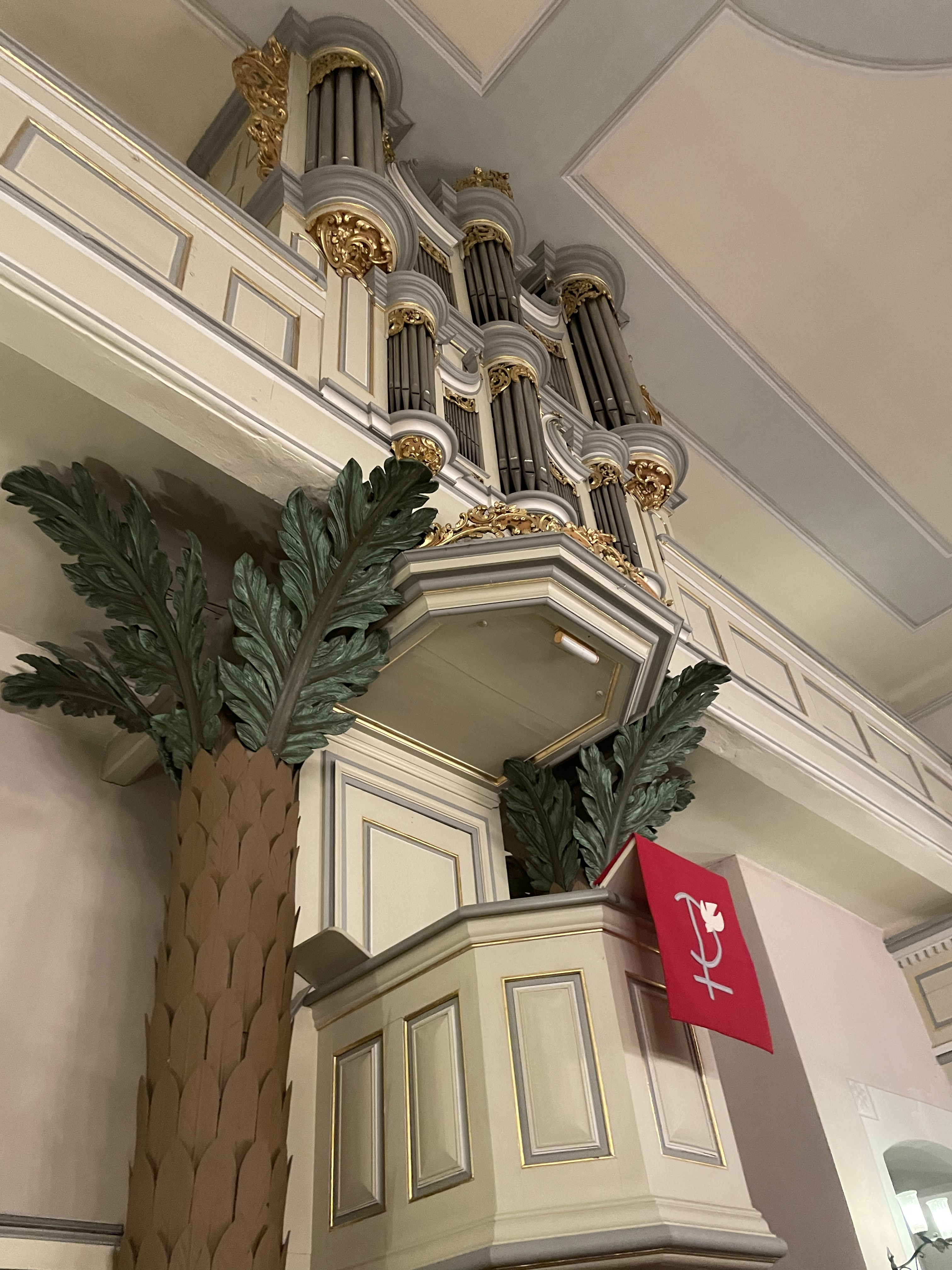
Übereinander angeordnete Kanzel und Orgel

## Geschichte
Seit 1248 erhielt das Kloster Rosenthal den Zehnt von Göllheim und hatte damit das Kirchenpatronatsrecht inne. Eine Nikolaus-Altarpfründe besaß das Kloster Otterberg. Um 1530 wurde die Pfarrei lutherisch.

## Orgel
Die Sauer-Orgel mit bauzeitlichem Rokoko-Prospekt von Johann Georg Geib stammt von 1880.